# Ульріх Дізінг
Ульріх Дізінг (нім. Ulrich Diesing; 12 квітня 1911, Требшен — 17 квітня 1945, Занкт-Аугустін) — німецький офіцер, генерал-майор люфтваффе. Кавалер Лицарського хреста Залізного хреста.

## Біографія
1 квітня 1931 року поступив на службу в поліцію. У вересні 1932 року завершив підготовку льотчика цивільної авіації. 1 лютого 1935 року перейшов у люфтваффе, до кінця червня проходив навчання в льотній школі Котбуса. З липня 1935 до середини січня 1937 року — пілот Берлінського авіаційного командування. З 15 січня 1937 по 20 квітня 1938 року — пілот навчальної ескадри Грайфсвальда.
З 20 квітня 1940 року — референт Імперського міністерства авіації, потім служив в генеральному штабі ВПС і в штабі генерал-квартирмейстера ВПС. З вересня 1941 року служив у винищувальній авіації. З січня 1942 року — командир групи 1-ї важкої винищувальної ескадри, з 3 березня по 21 вересня 1942 року — командир ескадри. 22 вересня 1942 року повернувся в Імперське міністерство авіації, де спочатку працював у командному штабі ВПС. З березня 1944 року — начальник управління планування Імперського міністерства авіації. З 1 серпня 1944 року — начальник технічного постачання надзвичайної винищувальної програми. Загинув в автокатастрофі, причини якої невідомі. 
Всього за час бойових дій Дізінг здійснив близько 200 бойових вильотів.

## Звання
- Унтер-вахмістр поліції (1 липня 1933)
- Вахмістр поліції (15 жовтня 1933)
- Обер-вахмістр поліції (1 січня 1934)
- Лейтенант поліції (1 грудня 1934)
- Лейтенант люфтваффе (1 лютого 1935)
- Обер-лейтенант (1 жовтня 1936)
- Гауптман (1 червня 1939)
- Майор (1 квітня 1942)
- Оберст-лейтенант (1 березня 1943)
- Оберст (1 березня 1944)
- Генерал-майор (11 листопада 1944)

## Нагороди
- Нагрудний знак пілота
- Медаль «За вислугу років у Вермахті» 4-го класу (4 роки)
- Медаль «У пам'ять 13 березня 1938 року»
- Медаль «У пам'ять 1 жовтня 1938» із застібкою «Празький град»
- Іспанський хрест в сріблі з мечами
- Залізний хрест 2-го і 1-го класу
- Почесний Кубок Люфтваффе (2 березня 1942)
- Лицарський хрест Залізного хреста (6 вересня 1942)
- Авіаційна планка перехоплювальної авіації в золоті